# Министерство науки, высшей школы и технической политики Российской Федерации
Министерство науки, высшей школы и технической политики Российской Федерации — федеральный орган исполнительной власти РСФСР и Российской Федерации в 1991—1993 годах, осуществлявший функции разработки и проведения государственной научно-технической политики, развития системы высшего и послевузовского профессионального образования, охраны интеллектуальной собственности и смежные с ними.
Создано в ноябре 1991 года как Министерство науки и технической политики РСФСР. В 1993 году преобразовано в Министерство науки и технической политики Российской Федерации (1993—1996) с отделением Государственного комитета Российской Федерации по высшему образованию (1993—1996). Ранее от министерства были отделены Комитет Российской Федерации по патентам и товарным знакам (1992—1996) и Высший аттестационный комитет Российской Федерации (1992—1996).

## Создание и реорганизации
Министерство было образовано в соответствии с указом президента РСФСР Б. Н. Ельцина № 193 от 11 ноября 1991 года как Министерство науки и технической политики РСФСР на базе Государственного комитета РСФСР по делам науки и высшей школы, разделенного на две части, из которых одна (по делам высшей школы) отошла Министерству образования РСФСР, а другая (по делам науки) — Министерству науки и технической политики РСФСР. Кроме упомянутого государственного комитета указ вводил в состав образуемого министерства Государственный комитет СССР по науке и технологиям. Тем же указом министром науки и технической политики был назначен Б. Г. Салтыков. Через две недели структура создаваемого министерства была изменена: а) указом президента РСФСР № 237 от 26 ноября 1991 года был образован Госстандарт РСФСР, ставший преемником Госстандарта СССР; б) указом президента РСФСР № 242 от 28 ноября 1991 года в подчинение нового министерства были переданы вопросы, связанные с высшим и послевузовским образованием, изъятые из ведения Министерства образования, в связи с чем министерство получило название «Министерство науки, высшей школы и технической политики РСФСР».
С 25 декабря 1991 года министерство стало именоваться «Министерством науки, высшей школы и технической политики Российской Федерации» в связи с изменением наименования государства.
Постановление Правительства Российской Федерации № 25 от 11 января 1992 года регламентировало полномочия и структуру министерства, а также уточнило список упраздненных ведомств, сфера деятельности которых переходила к нему вместе со всей их материально-технической базой (по состоянию на 1 января 1992 года). Это были:
- Государственный комитет СССР по науке и технологиям,
- Высшая аттестационная комиссия СССР,
- Государственное патентное агентство СССР,
- Государственный комитет СССР по народному образованию (в части высшей школы),
- Государственный комитет РСФСР по делам науки и высшей школы.

Указ президента РФ № 1148 от 30 сентября 1992 года наметил масштабную перестройку структуры федеральных органов исполнительной власти. Согласно ему из состава министерства были выведены Комитет по патентам и товарным знакам, и Высший аттестационный комитет, которые отныне должны были функционировать как самостоятельные ведомства во взаимодействии с Министерством науки, высшей школы и технической политики.
Министерство науки, высшей школы и технической политики РФ просуществовало чуть более года. В соответствии с Законом РФ № 4547-1 от 25 февраля 1993 года, который вступил в силу 6 марта 1993 года, оно было преобразовано в Министерство науки и технической политики Российской Федерации с изъятием из его ведения вопросов управления высшей школой, переданных во вновь образованный Государственный комитет Российской Федерации по высшему образованию.

## Полномочия
Полномочия Министерства науки, высшей школы и технической политики РФ были определены постановлением Правительства Российской Федерации № 25 от 11 января 1992 года. В соответствии с ним на министерство были возложены следующие функции:
- разработка и проведение государственной научно-технической политики;
- организация научно-технического прогнозирования;
- ускоренный переход на преимущественно рыночные отношения в сфере научной и инновационной деятельности;
- содействие развитию разнообразных форм предпринимательства в области инновационной деятельности;
- создание условий для развития фундаментальных исследований;
- участие в формировании международных и разработку государственных научно-технических программ, методическое руководство подготовкой республиканских, крупных региональных и отраслевых научно-технических программ, а также программ конверсии;
- организация международного научно-технического сотрудничества;
- развитие системы высшего и послевузовского профессионального образования, совершенствование аттестации научных и научно-педагогических кадров;
- проведение государственной политики в области правовой охраны интеллектуальной собственности, развития научной и инновационной деятельности;
- поддержка изобретательской деятельности, совершенствование патентного дела;
- формирование информационной инфраструктуры в области научно-технического прогресса;
- финансирование научно-исследовательских и опытно-конструкторских работ, включая фундаментальные исследования, а также финансирование и материально-техническое обеспечение высших учебных заведений и региональных органов управления высшим и послевузовским профессиональным образованием.

## Штаты и структура
Во главе министерства стоял министр, которому было положено по штату восемь заместителей (в том числе два первых заместителя) и коллегия министерства в 17 человек. Предельная численность работников центрального аппарата министерства была определена в количестве 1050 штатных единиц (без персонала по охране и обслуживанию зданий).
Постановление Правительства РФ № 154 от 22 февраля 1993 года в связи с выделением в самостоятельное ведомство Комитета Российской Федерации по патентам и товарным знакам сократило центральный аппарат министерства до 935 штатных единиц.

### Комитеты в составе министерства

#### Комитет по патентам и товарным знакам (Роспатент)
Образован в составе министерства указом президента РФ от 24 января 1992 года в качестве преемника Государственного патентного агентства СССР. Согласно указу президента РФ от 30 сентября 1992 года выведен из состава министерства с преобразованием в самостоятельный Комитет Российской Федерации по патентам и товарным знакам (Роспатент). Функции государственного патентного ведомства, исполняемые комитетом, были определены Патентным законом РФ от 23 сентября 1992 года и принятым в тот же день законом «О товарных знаках, знаках обслуживания и наименованиях мест происхождения товаров».
Председатель: В. П. Рассохин — с 24 января 1992 года.

#### Комитет по высшей школе
Образован в составе министерства по указу президента РФ от 30 января 1992 года. Правопреемник Государственного комитета СССР по народному образованию (в части высшей школы Российской Федерации) и Государственного комитета РСФСР по делам науки и высшей школы (в части высшей школы). Основная задача — проведение единой государственной политики в области высшего и послевузовского профессионального образования. Полномочия комитета установлены постановлением Правительства РФ № 213 от 2 апреля 1992 года, согласно которому председатель комитета мог иметь четырех заместителей (в том числе одного первого) и коллегию из 9 человек. Число членов коллегии было позже расширено до 15. Согласно указу президента РФ от 30 сентября 1992 года расформирован с передачей функций центральному аппарату министерства.
Председатель: В. Г. Кинелёв — с 30 января 1992 года.

#### Высший аттестационный комитет
Образован в составе министерства согласно указу президента РФ от 5 июня 1992 года. По сути представлял собой преемника Высшей аттестационной комиссии СССР. Согласно указу президента РФ от 30 сентября 1992 года выведен из состава министерства с преобразованием в самостоятельный Высший аттестационный комитет Российской Федерации (ВАК РФ). Основная функция — проведение единой государственной политики в области аттестации научных и научно-педагогических работников.
Председатель: Н. В. Карлов — с 23 июня 1992 года.

## Руководство

### Министр науки, высшей школы и технической политики Российской Федерации
- Салтыков Борис Георгиевич (3 декабря 1991 — 6 марта 1993)[14]

### Первые заместители министра
- Кинелёв Владимир Георгиевич (20 ноября 1992 — 6 марта 1993)
- Михайлов Валерий Александрович (17 января 1992 — 6 марта 1993)
- Фонотов Андрей Георгиевич (17 января 1992 — 6 марта 1993)

### Заместители министра
- Бортник Иван Михайлович (16 февраля 1992 — 6 марта 1993)
- Дюмаев Кирилл Михайлович (16 февраля 1992 — 6 марта 1993)
- Жураковский Василий Максимилианович (16 февраля 1992 — 6 марта 1993)
- Кузьмицкий Александр Александрович (16 февраля 1992 — 6 марта 1993)
- Тихонов Александр Николаевич (16 февраля 1992 — 6 марта 1993)
- Якобашвили Зураб Андреевич (4 сентября 1992 — 6 марта 1993)

## Здания
Центральный аппарат министерства расположился в Москве, в зданиях, унаследованных от упраздненных ведомств СССР и РСФСР, чьи функции перешли к нему по постановлению Правительства РФ от 11 января 1992 года.
- Тверская ул., 11
- ул. Неждановой, д. 21, стр. 1 и 2
- Люсиновская ул., д. 51
- ул. Шаболовка, д. 33
- ул. Грибоедова, д. 12
- Кантемировская ул., д. 39, корп. 1
- М. Черкасский пер., д. 2/6 (часть здания)
- Раушская наб., д. 4
- ул. Куусинена, д. 21-б